# Йоганн Крістоф Фрідріх Бах
Не слід плутати з Йоганном Крістофом Бахом.
Йоганн Крістоф Фрідріх Бах (21 березня 1732 — 26 січня 1795) — німецький композитор, дев'ятий син Йоганна Себастьяна Баха.

## Біографія
Народився в Лейпцигу, перші уроки музики отримав від свого батька, також навчався у свого кузена, Йоганна Еліаса Баха. Початкову освіту здобув в школі Св. Томаса. Бажав продовжити навчання в Лейпцизькому університеті, але не поступив туди. У 1750 році граф Вільгельм Шаумбург-Ліппе призначив Йоганна Крістофа Фрідріха клавесиністом у Бюккебурзі, а в 1759 році він став концертмейстером при дворі графів Шаумбург-Ліппе. Там Йоганн Крістоф Фрідріх співпрацював з Гердером, який надав йому тексти для 6 вокальних творів (збереглися 4 з них).
Одружився зі співачкою Люсії Єлизаветі Мюнххузен (1728—1803) в 1755 році. Граф Вільгельм був хрещеним батьком сина Йоганна Христофа Фридерика, Вільгельма Фрідріха Ернста Баха (згодом обіймав посаду музичного директора при дворі Фрідріха Вільгельма II).
У квітні 1778 року Йоганн Крістоф Фрідріх з сином Вільгельмом здійснив подорож в Англію, де в той час працював його брат Йоганн Крістіан.

## Творчість
Й. К. Ф. Бах є автором клавірних сонат, симфоній, ораторій, літургійних піснеспівів, мотетів, опер і пісень. Оскільки граф Вільгельм віддава перевагу італійській музиці, Йоганн Крістоф Фрідріх відповідним чином адаптував свій стиль, тим не менш зберігаючи стилістичні риси, характерні для музики його батька і братів (головним чином, Карла Філіпа Емануїла). Значна частина творів композитора була втрачена в часи Другої світової війни.